# Maria Świątkowska
Maria Świątkowska (ur. 17 marca 1911 w Pabianicach, zm. ?) – polska chemiczka, posłanka na Sejm PRL III kadencji.

## Życiorys
Uzyskał wykształcenie wyższe, była absolwentką Wydziału Chemii Uniwersytetu Łódzkiego. Uzyskała tytuł zawodowy magistra inżyniera chemii. Pracowała na stanowisku kierownika laboratorium w Zakładach Przemysłu Bawełnianego im. Bojowników Rewolucji 1905 w Pabianicach. W 1961 uzyskała mandat posłanki na Sejm PRL w okręgu Pabianice. W trakcie kadencji zasiadała w Komisji Przemysłu Lekkiego, Rzemiosła i Spółdzielczości Pracy.